# دهستان ساکتنگ
دهستان ساکتنگ (به لاتین: Sakteng Gewog) یک دهستان در کشور بوتان است که در ناحیهٔ تراشیگانگ واقع شده‌است.